# 戈伯勒 (阿肯色州)
戈伯勒（英語：Gobbler）是位於美國阿肯色州卡羅爾縣的一個非建制地區。該地的面積和人口皆未知。

## 地理
戈伯勒的座標為36°11′19″N 93°27′23″W / 36.18861°N 93.45639°W，而該地的平均海拔高度為505米（即1657英尺）。